# Port lotniczy Saloniki-Macedonia
Port lotniczy Saloniki-Macedonia (gr.: Κρατικός Αερολιμένας Θεσσαλονίκης «Μακεδονία», ang.: Thessaloniki International Airport „Macedonia”, kod IATA: SKG, kod ICAO: LGTS) – międzynarodowy port lotniczy położony 10 km na południe od centrum Salonik, w północnej Grecji.
Jest jednym z największych portów lotniczych w tym kraju. W 2005 obsłużył 3,6 mln, zaś w 2024 już 7,4 mln pasażerów.

Plan portu lotniczego

Nazwę „Macedonia” nadano w 1992.

## Linie lotnicze i połączenia
| Linia lotnicza        | Kierunek |
| --------------------- | --- |
| Aegean Airlines       | 1. Amsterdam 2. Ateny 3. Barcelona 4. Berlin 5. Bruksela 6. Kair 7. Chania 8. Düsseldorf 9. Frankfurt 10. Hamburg 11. Heraklion 12. Kos 13. Larnaka 14. Mediolan-Malpensa 15. Monachium 16. Mitylena 17. Rodos 18. Rzym-Fiumicino 19. Stuttgart 20. Zurych Sezonowo: 1. Kolonia/Bonn 2. Hanower 3. Izmir (od 3 czerwca 2025) 4. Norymberga 5. Paryż 6. Siros (od 3 czerwca 2025) 7. Tbilisi 8. Tel Awiw 9. Wenecja 10. Erywań Sezonowe czartery: 1. Brno 2. Ostrawa            |
| Air France            | Sezonowo: 1. Paryż |
| Air Serbia            | 1. Belgrad Sezonowo: 1. Kraljevo |
| airBaltic             | Sezonowo: 1. Ryga |
| Airseven              | Sezonowe czartery: 1. Billund |
| Arkia Israel Airlines | Sezonowo: 1. Tel Awiw |
| Austrian Airlines     | 1. Wiedeń |
| Bluebird Airways      | Sezonowo: 1. Tel Awiw |
| British Airways       | Sezonowo: 1. Londyn-City 2. Londyn-Gatwick 3. Londyn-Heathrow |
| Buzz                  | Sezonowe czartery: 1. Katowice |
| Cyprus Airways        | 1. Larnaka |
| easyJet               | 1. Londyn-Gatwick Sezonowo: 1. / Bazylea/Miluza/Fryburg 2. Berlin 3. Londyn-Luton 4. Manchester 5. Mediolan-Malpensa (wznowione 25 czerwca 2025) |
| El Al                 | 1. Tel Awiw |
| Eurowings             | 1. Kolonia/Bonn 2. Düsseldorf 3. Hamburg 4. Stuttgart Sezonowo: 1. Dortmund 2. Hanower 3. Salzburg |
| Georgian Airways      | 1. Tbilisi |
| Israir Airlines       | 1. Tel Awiw |
| Jet2.com              | Sezonowo: 1. Birmingham 2. Bristol 3. Edynburg 4. Leeds/Bradford 5. Londyn-Stansted 6. Manchester 7. Newcastle |
| LOT                   | 1. Warszawa (od 15 czerwca 2025) |
| Lufthansa             | 1. Frankfurt 2. Monachium |
| Luxair                | Sezonowo: 1. Luksemburg |
| Marathon Airlines     | Sezonowe czartery: 1. Innsbruck |
| Norwegian Air Shuttle | Sezonowo: 1. Oslo-Gardermoen 2. Sztokholm-Arlanda |
| Olympic Air           | 1. Chios 2. Ikaria 3. Lemnos 4. Samos Sezonowo: 1. Mykonos 2. Paros 3. Santorini |
| Ryanair               | 1. Paryż-Beauvais 2. Mediolan-Bergamo 3. Berlin 4. Bolonia 5. Bratysława 6. Budapeszt 7. Bukareszt 8. Bruksela-Charleroi 9. Chania 10. Dortmund 11. Karlsruhe/Baden-Baden 12. Kraków 13. Londyn-Stansted 14. Malta 15. Memmingen 16. Norymberga 17. Pafos 18. Rzym-Ciampino 19. Sztokholm-Arlanda 20. Tel Awiw 21. Treviso 22. Wiedeń 23. Warszawa-Modlin 24. Weeze Sezonowo: 1. Kopenhaga 2. Korfu 3. Dublin 4. Eindhoven 5. Frankfurt-Hahn 6. Heraklion 7. Neapol 8. Zagrzeb |
| SAS                   | 1. Sztokholm Sezonowo: 1. Kopenhaga |
| Sky Express           | 1. Ateny 2. Chios 3. Korfu 4. Heraklion 5. Larnaka 6. Mitylena 7. Samos 8. Skyros Sezonowo: 1. Mykonos 2. Paros Sezonowe czartery: 1. Wrocław |
| Smartwings            | Sezonowo: 1. Praga Sezonowe czartery: 1. Bratysława 2. Graz 3. Innsbruck 4. Klagenfurt 5. Wiedeń 6. Warszawa-Chopin |
| Sundair               | Sezonowo: 1. Brema |
| SWISS                 | 1. Zurych Sezonowo: 1. Genewa |
| TAROM                 | 1. Bukareszt |
| Transavia             | 1. Amsterdam Sezonowo: 1. Paryż-Orly |
| TUI Airways           | Sezonowo: 1. Birmingham 2. Bristol 3. Londyn-Gatwick 4. Manchester |
| TUI fly Belgium       | Sezonowo: 1. Bruksela |
| Turkish Airlines      | 1. Stambuł |
| Tus Airways           | Sezonowo: 1. Tel Awiw |
| Wizz Air              | 1. Budapeszt 2. Kutaisi 3. Larnaka |